# Erivelton Santana
Erivelton Lima Santana, ou simplesmente Erivelton Santana (Salvador, 29 de janeiro de 1965) é um servidor público, pastor evangélico ligado à igreja Assembleia de Deus, e político brasileiro, foi Deputado Federal pelo Estado da Bahia, atualmente filiado ao Partido Renovação Democrática (PRD).

## Carreira
Erivelton Santana possui licenciatura em História pelo Instituto de Ciências Humanas da Universidade Católica de Salvador, onde graduou-se em 1992. Entre 1988 e 1991 atuou como secretário parlamentar na Assembleia Legislativa da Bahia. De 1997 a 1999 foi escrivão digitador no Tribunal de Justiça da Bahia. Exerceu funções na área administrativa da Assembleia de Deus entre os anos de 2000 e 2004. Seu primeiro cargo eletivo veio em 2004, quando elegeu-se vereador em Salvador, pelo PSC, reelegendo-se em 2008. Nas eleições de 2010 conquista uma vaga na Câmara dos Deputados, sendo novamente eleito em 2014. Para a disputa do pleito de 2016, filiou-se ao PEN. Em 2018, recebeu 22.209 votos e não conseguiu a reeleição para o cargo de deputado federal.
Se filiou ao PATRI em 2023.

## Ligações Externas
- Perfil Oficial no portal da Câmara dos Deputados
- Erivelton Santana no portal UOL Eleições 2014
- Erivelton Santana no portal Eleições2014